# Люблино (Сахалинская область)
Лю́блино — село в Холмском городском округе Сахалинской области России.

## География
Село находится на берегу Татарского пролива, в 15 км от административного центра города Холмск.

## История
До 1945 года принадлежало японскому губернаторству Карафуто и называлось Минамитомарихоккиси (яп. 南泊帆岸).

## Население
| 2002 | 2010 | 2013 | 2021 |
| ---- | ---- | ---- | ---- |
| 51   | ↘12  | ↘11  | ↗13  |

По переписи 2002 года население — 51 человек (22 мужчины, 29 женщин). Преобладающая национальность — русские (59 %).